# چشم جهان‌بین

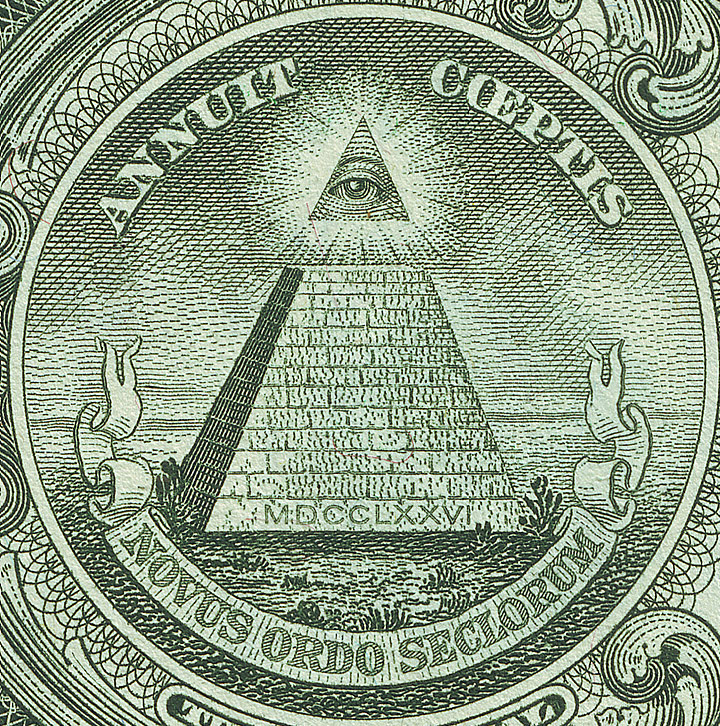
همان‌طور که در اسکناس ۱ دلاری ایالات متحده دیده می‌شود، چشم ایزدی را می‌توان در قسمت عقب مهر بزرگ ایالات متحده یافت.

چشم جهان‌بین  یا چشم ایزدی (به انگلیسی: Eye of Providence) نمادی است که چشمی را نشان می‌دهد، غالباً در یک مثلث محصور شده و توسط پرتوهای نور یا جلال احاطه شده‌است، به منظور نشان دادن مشیت الهی، به موجب آن چشم خدا مراقب بشریت است و نماد ان در تصاویر اکثرا تصویر چشم سمت چپ است.
نظریه‌پردازان تئوری توطئه، چشم جهان‌بین را به عنوان نماد فراماسونری که در حال نظاره کردن بشریت هستند، در نظر گرفته‌است.
در دورهٔ معاصر، شاخص‌ترین و درخور توجه‌ترین تصویرسازی از چشم جهان‌بین، رویهٔ پشتی نشان بزرگ ایالات متحدهٔ آمریکاست که بر روی اسکناس یک دلاری آن کشور نقش بسته است.

## استفادهٔ مذهبی از چشم
ردپای تصویرسازی از چشم ایزدی را می‌توان در اسطوره‌شناسی مصری و چشم حورس یافت. همچنین در آیین بودایی که در سرتاسر کتب مقدسشان از بودا معمولاً با صفت «چشم جهان» یاد می‌شود نیز به چشم می‌خورد و نشانگر سه‌گانه‌ای به شکل مثلث است که تیراتنا یا سه گوهر نام دارد.
در پیکرنگاری قرون وسطی و رنسانس در اروپا، چشم (اغلب به همراه مثلثی که احاطه‌اش کرده‌است) نمادی آشکار از تثلیث مسیحیت بود. در تصویرنگاری‌های قرن هفدهم از چشم ایزدی، ابر یا انوار خورشید، چشم را احاطه کرده‌اند.
از چشم خدا در یک مثلث هنوز هم در معماری کلیسا و هنر مسیحی استفاده می‌شود تا نماد تثلیث و همه چیز حضور خداوند و مشیت الهی باشد. چشم مشیت به ویژه در ساختمان‌های ارتدکس شرقی، مورمون‌ها و کاتولیک‌های زیر به چشم می‌خورد:
- کلیسای جامع کازان، سن پترزبورگ، روسیه
- معبد سالت لیک، سالت لیک سیتی، یوتا
- کلیسای یسوعیان، مانهایم، آلمان

## ایالات متحده
در ۱۷۸۲، چشم ایزدی به عنوان بخشی از نمادهای به کار رفته در پشت نشان بزرگ ایالات متحده انتخاب شد. به کار رفتن این نماد برای اولین بار توسط اولین کمیته از سه کمیته‌ای که مأمور طراحی نشان شدند پیشنهاد شد و ایدهٔ اصلی آن به پیر اوژن دوسیمیتیر نسبت داده می‌شود.
بر روی نشان، عبارات Annuit Cœptis (به معنای کنش به تأیید اوست) و Novus Ordo Seclorum (به معنای نظم نوین اعصار) چشم را احاطه کرده‌اند. چشم بر روی هرمی ناتمام قرار گرفته که از سیزده طبقه تشکیل شده که نشانگر سیزده ایالات اولیه‌ای است که سنگ‌بنای ایالات متحده را گذاردند و ناتمام ماندن هرم به توسعهٔ آتی ایالات متحده (هم‌اکنون رسیدن به پنجاه ایالت) اشاره دارد. بر روی طبقهٔ زیرین هرم عدد ۱۷۷۶ به شیوهٔ رومی نوشته شده‌است. مفهوم تلویحی آن این است که چشم (یا همان خدا) به کامیابی و موفقیت ایالات متحده کمک می‌کند.
به کار رفتن چشم ایزدی بر روی نشان ایالات متحده باعث شده این نماد در بسیاری از نشان‌های دیگر نظیر نشان کلرادو یا … به کار رود.

## فراماسونری

امروزه، چشم ایزدی معمولاً با فراماسونری مرتبط می‌شود. برای اولین بار چشم ایزدی به عنوان جزئی از استانداردهای پیکرنگاری فراماسون‌ها در ۱۷۹۷ در دیده‌بانی فراماسون‌های توماس اسمیت وب به چشم خورد. در فراماسونری چشم ایزدی نشانگر چشم خداست که همواره بشریت را تحت نظر دارد و یادآور این باور است که افکار و کردار یک ماسون همواره تحت نظارت و عنایت پروردگار (در فراماسونری اغلب از خداوند با عنوان معمار کبیر جهان یاد می‌شود) است.
مشهور در میان نظریه پردازان توطئه این ادعا است که چشم مشیت نشان داده شده در بالای هرم ناتمام بر روی مهر بزرگ ایالات متحده نشانگر تأثیر فراماسونری در تأسیس ایالات متحده است. با این حال، استفاده معمول ماسونی از چشم به ۱۴ سال پس از ایجاد مهر بزرگ برمی گردد. به‌علاوه، تنها ماسون در میان اعضای کمیته‌های مختلف طراحی برای مهر بزرگ بنیامین فرانکلین بود که ایده‌های وی برای مهر تصویب نشد. به همین ترتیب، سازمانهای مختلف ماسونی صریحاً هرگونه ارتباط با ایجاد مهر را رد کرده‌اند.

## نگارخانه

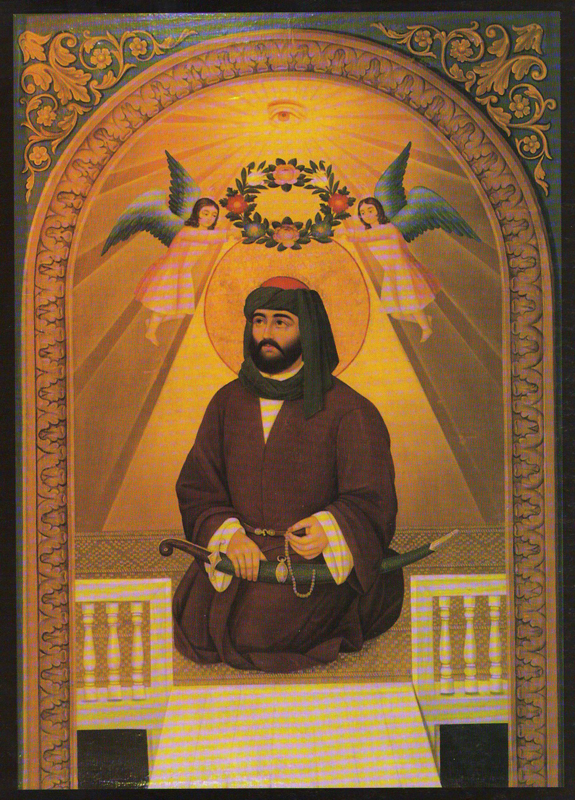
شمایل علی بن ابی‌طالب، اثر هاکوپ هوناتانیان
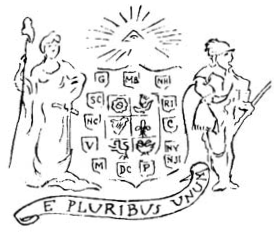
طرح اصلی پیر اوژن دوسیمیتیر برای نشان بزرگ ایالات متحده آمریکا.
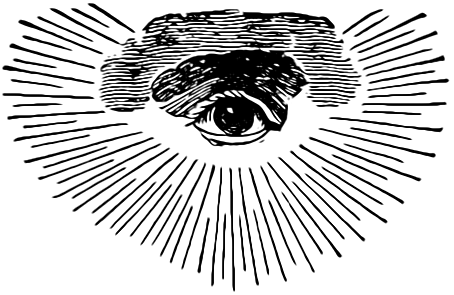
یکی از نسخه‌های ابتدایی چشم ایزدی نزد ماسون‌ها که ابر و پرتوهای نیم‌دایره مانند خورشید در آن دیده می‌شود.
نشان براسلاو، بلاروس
چشم هورس، از ایزدان مصر باستان.
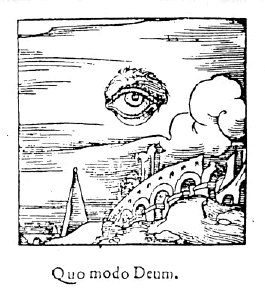
چشم ایزدی در آسمان.
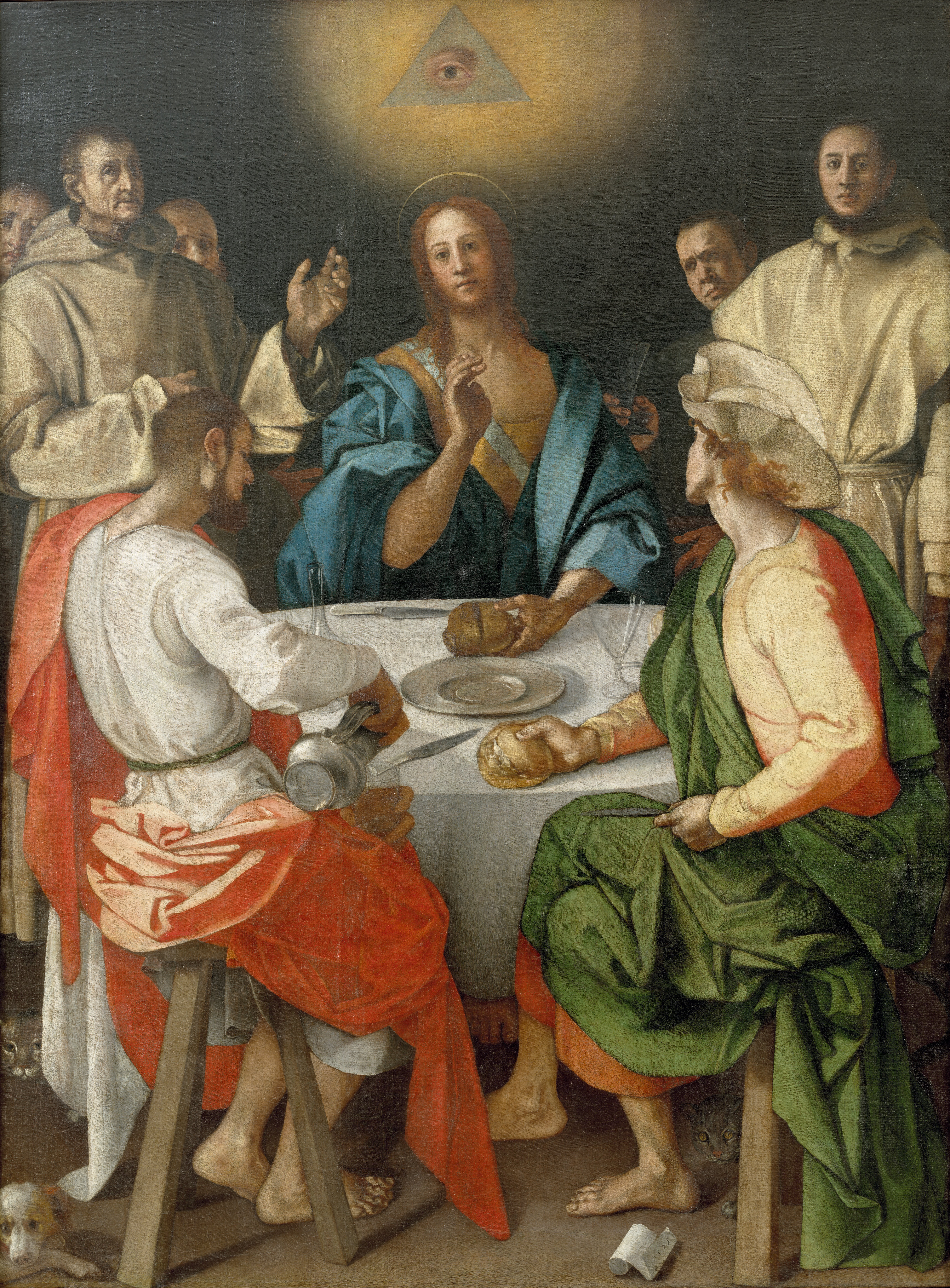
اثری از ژاکوپو پونتورمو که چشم ایزدی را در مثلثی به تصویر کشیده که نشانی از تثلیث است.
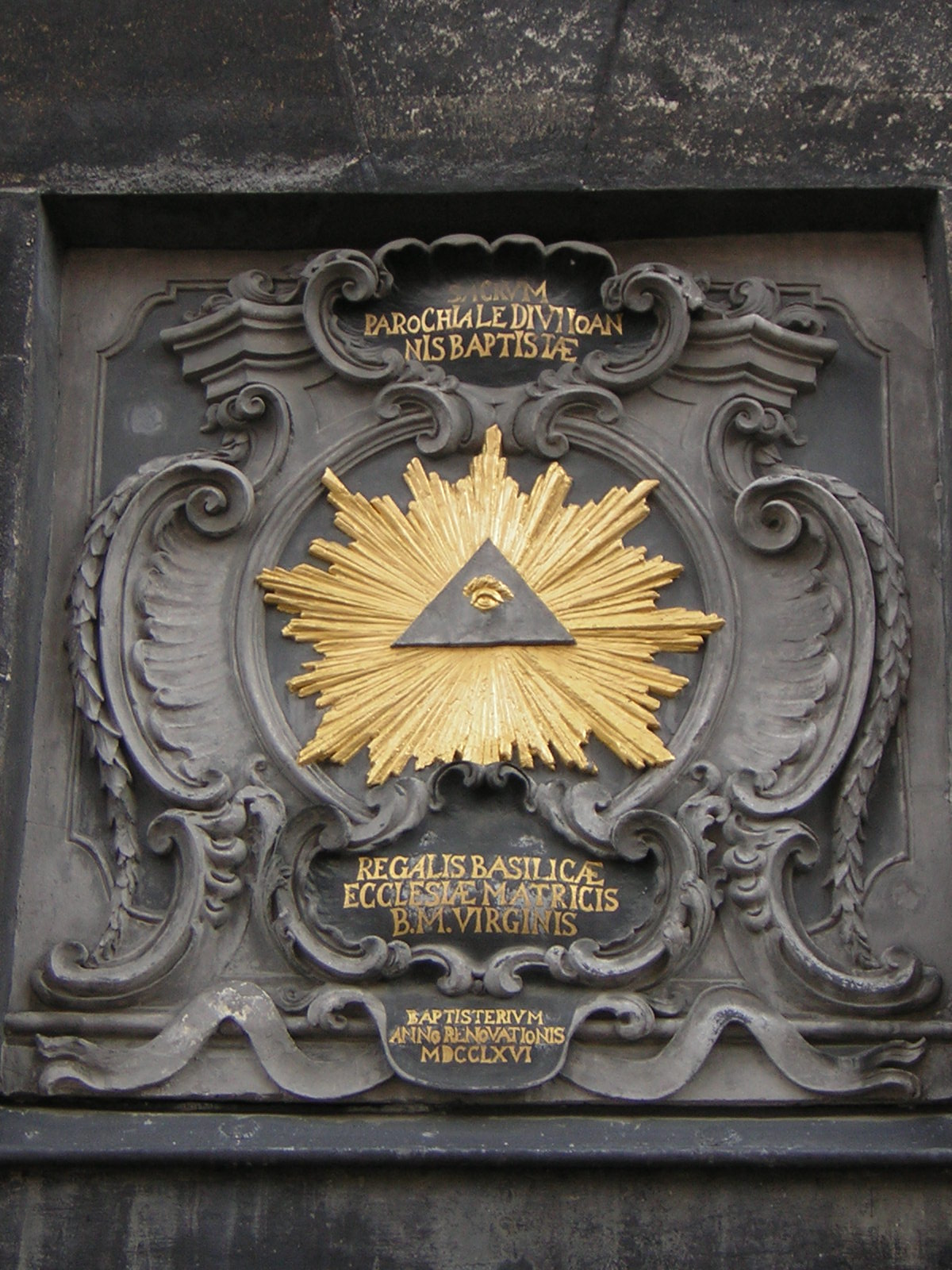
چشم ایزدی در وروری در کلیسای جامع آخن.
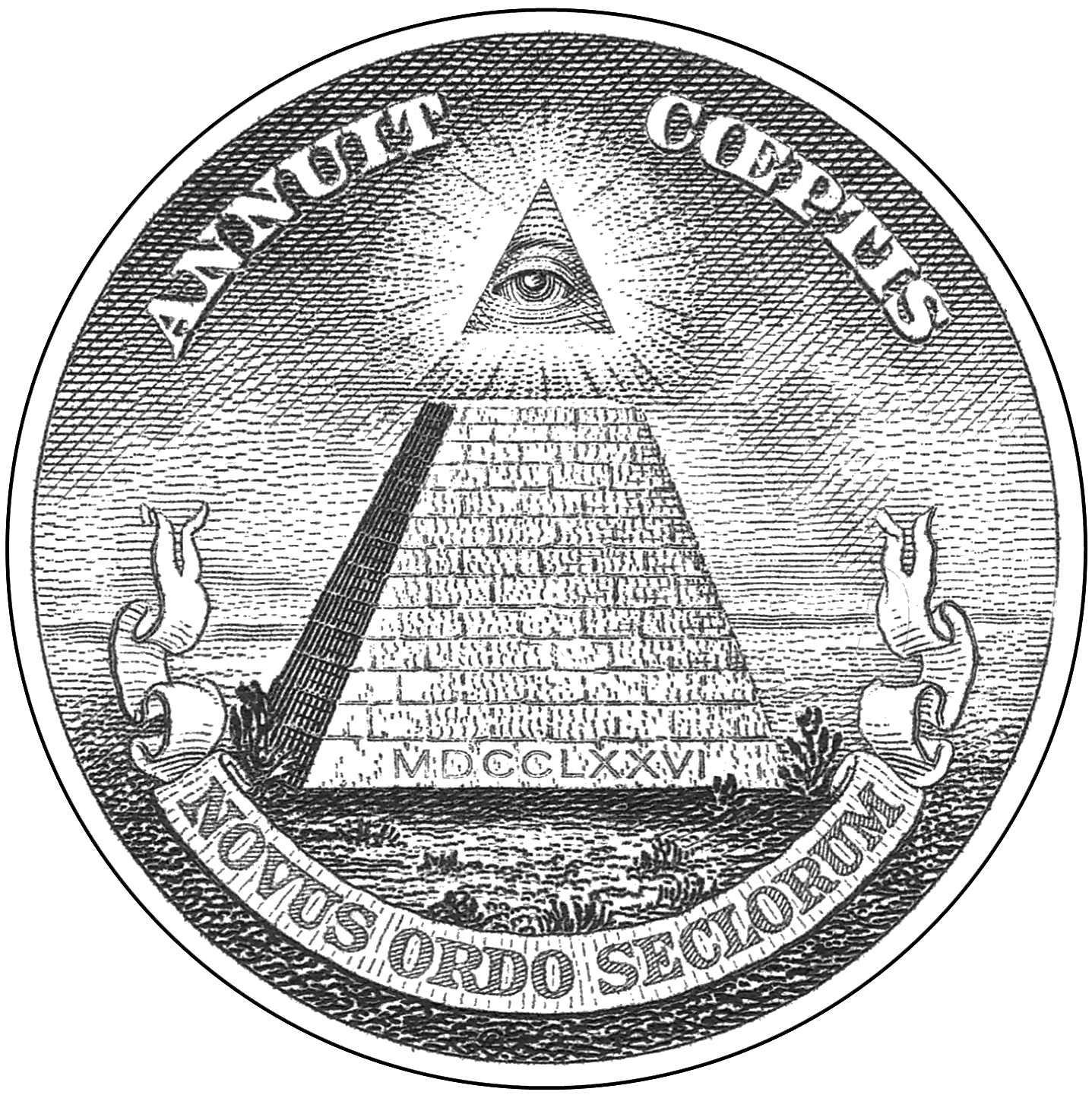
چشم ایزدی بر رویهٔ پشتی نشان بزرگ ایالات متحده بر روی اسکناس یک دلاری آن کشور دیده می‌شود.